# Dimo Kazasov
Dimo (Dimitar) Totev Kazasov (Bulgaars: Димо (Димитър) Тотев Казасов) (Triavna, 17 september 1886 - Sofia, 28 juli 1980) was een Bulgaars politicus. Kazasov was aanvankelijk een sociaaldemocraat. In 1923 was hij betrokken bij de coup die een einde maakte aan het agrarische bewind van premier Aleksandar Stambolijski. Daarna was hij minister van communicatie in een coalitiekabinet van nationalisten, liberalen en "historisch links" (dat wil zeggen de sociaaldemocraten).
In 926 werd Kazasov uit de Bulgaarse Sociaaldemocratische Arbeiderspartij gezet en richtte hij de autoritaire "Zveno"(Schakel)groep op die contacten onderhield met de Militaire Liga en de officierenclubs.
In mei 1934 pleegden pro-Zveno-officieren (onder anderen de kolonels Georgi Dimitrov en Damjan Veltsjev) een staatsgreep en voerden een beleid gebaseerd op de corporatieve uitgangspunten van Zveno. In februari 1935 kwam het Zveno-bewind echter ten einde. Nadien was Kazasov parlementariër. 
Tijdens de Tweede Wereldoorlog keerde hij zich met tal van andere prominenten zich tegen de Jodenvervolging en de racistische wetgeving die de pro-Duitse Bulgaarse regering trachtte uit te voeren. Deze 'Groep van 63' waar enkele parlementariërs, publieke figuren en kerkleiders (onder wie Metropoliet Kiril en bisschop Boris Kharalampiev) toe behoorden richtten zich in een open brief tegen het antisemitische beleid.
Na de staatsgreep van 9 september 1944 die een einde maakte aan het fascistisch bewind van Bulgarije en de regering van het Vaderlands Front (VF) aan de macht bracht, werd Kazasov minister van Propaganda in de nieuwe regering. Tijdens de beginjaren van het communistisch regime van Bulgarije werd hij als "onafhankelijk en partijloos" minister gehandhaafd.